# Sadelfengädda

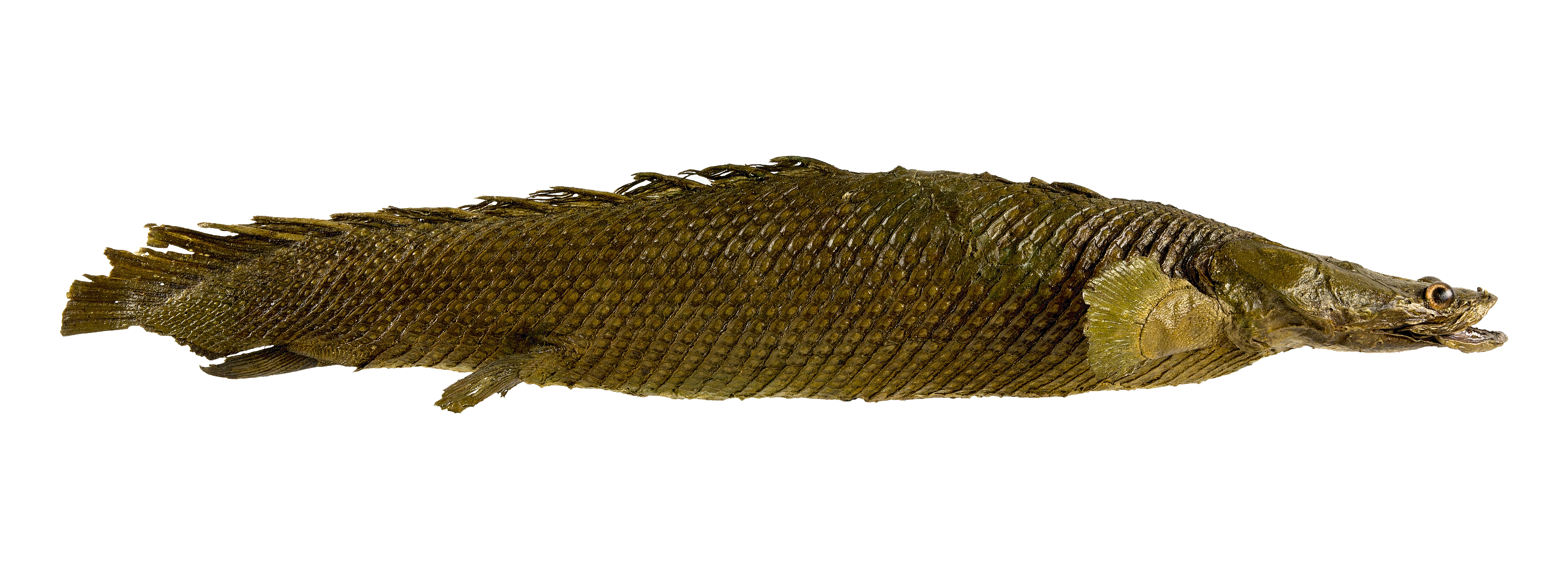
Polypterus endlicherii

Polypterus endlicheri är en art av familjen fengäddor som finns i sötvatten i Östafrika. Den förekommer dessutom som akvariefisk, och kallas ofta för sadelfengädda i akvariesammanhang. 

## Taxonomi
Arten indelas i två underarter:
- Polypterus endlicherii endlicherii Heckel, 1847  och
- Polypterus endlicherii congicus Boulenger, 1898[1]

Indelningen är emellertid omstridd: Vissa auktoriteter betraktar P. endlicherii congicus som en egen art, Polypterus congicus.

## Utseende
Arten är en avlång fisk med en kropp som är ihoptryckt från sidorna. Underkäken är tydligt längre än överkäken. Kroppen hos P. endlicherii endlicherii har gul till grön ovansida, ljusare buk, oregelbundna, svarta längsstrimmor på kroppen och svarta prickar på huvud och fenor. Ryggfenan består av 11 till 14 småfenor, var och en med en mjukstråle. P.endlicherii congicus har grå ovansda, ljusare, gulaktig undersida och 6 till 9 mörkare längsstrimmor. Fenorna har svaga, svarta fläckar. Ryggfenan består av 12 till 15 småfenor, var och en med en mjukstråle. P. endlicherii endlicherii kan som mest bli 63 cm lång och väga 3,347 kg; P. endlicherii congicus kan bli betydligt större, 97 cm lång och uppnå en maxvikt av 4,38 kg.

## Vanor
Polypterus endlicherii är en bottenfisk som kan andas atmosfäriskt syre med hjälp av sin ombildade simblåsa och lever i sötvatten som floder, träsk och sjöar. Födan består framför allt av fisk och, för P. endlicherii congicus, till en liten del växtmaterial; P. endlicherii endlicherii kan även ta snäckor och kräftdjur.

## Utbredning
P. endlicherii endlicherii finns i Nilen, Tchadsjön, Niger, Volta, Bandamafloden samt Comoés och Ouémés övre lopp. P. endlicherii congicus lever i Kongofloden och Tanganyikasjön.

## Akvariefisk
Även om arten sällan uppnår sin fulla storlek i akvariet, är det ändå en stor art som behöver ett rymligt akvarium, omkring 2 300 l, med mycket stor bottenyta. Temperaturen bör ligga på 22 till 27 ºC och pH mellan 6,0 och 8,0. Akvariet bör ha många gömslen i form av stenar och rötter. Locket bör sluta tätt till för att förhindra flyktförsök. den tar vanligtvis inte torrfoder, men kan utfodras med färsk eller frusen, animalisk föda som fiskkött, räkor, daggmask, musslor och liknande. Arten är förhållandevis fredlig, men bör inte hållas med för små fiskar som den kan betrakta som föda.